# Kuala Lumpur Kepong
Kuala Lumpur Kepong est une entreprise malaisienne présente notamment dans les plantations de palmiers à huile et de caoutchouc, mais également dans la chimie associée à ces matières premières.

## Histoire
En novembre 2013, Kuala Lumpur Kepong annonce l'acquisition d'une participation de 20 % dans Equatorial Palm Oil et de 50 % dans Liberian Palm Developments à Biopalm Energy pour 21 millions de dollars.